# Llista mundial de diaris segons tirada
Aquesta és una llista mundial de diaris de pagament endreçats segons la seva circulació mitjana. Les xifres de circulació de diaris a tot el món són recopilades per la Federació Internacional d'Oficines d'Auditoria de Circulacions i l'Associació Mundial de Diaris i Editors de Notícies. Aquesta llista mostra les últimes xifres que estan disponibles públicament a través de qualsevol de les organitzacions. Algunes xifres són discutides. Els diaris gratuïts no són considerats en aquesta llista.

## Principals diaris per circulació
La llista següent mostra els diaris de pagament per circulació a tot el món. Les dades s'han recopilat a partir de l'informe World Press Trends 2016 de WAN-IFRA.
| Posició | Diari                   | País    | Llengua           | Circulació (milers) |
| ------- | ----------------------- | ------- | ----------------- | ------------------- |
| 1       | The Yomiuri Shimbun     | Japó    | Japonès           | 9 101               |
| 2       | The Asahi Shimbun       | Japó    | Japonès           | 6 622               |
| 3       | USA Today               | USA     | Anglès            | 4 139               |
| 4       | Dainik Bhaskar          | Índia   | Hindi             | 3 818               |
| 5       | Dainik Jagran           | Índia   | Hindi             | 3 308               |
| 6       | The Mainichi Newspapers | Japó    | Japonès           | 3 166               |
| 7       | Cankao Xiaoxi           | Xina    | Mandarí           | 3 073               |
| 8       | Amar Ujala              | Índia   | Hindi             | 2 935               |
| 9       | The Times of India      | Índia   | Anglès            | 2 836               |
| 10      | The Nikkei              | Japó    | Japonès           | 2 729               |
| 11      | People's Daily          | Xina    | Mandarí           | 2 603               |
| 12      | The Chunichi Shimbun    | Japó    | Japonès           | 2 452               |
| 13      | Hindustan               | Índia   | Hindi             | 2 410               |
| 14      | Malayala Manorama       | Índa    | Malayalam         | 2 343               |
| 15      | The Wall Street Journal | USA     | Anglès            | 2 276               |
| 16      | Bild                    | Alemany | Alemany           | 2 220               |
| 17      | The New York Times      | USA     | English           | 2 134               |
| 18      | Guangzhou Daily         | Xina    | Mandarí, Cantonès | 1 880               |
| 19      | Nanfang City News       | Xina    | Mandarí           | 1 853               |
| 20      | Rajasthan Patrika       | Índia   | Hindi             | 1 812               |